# منتخب بولندا لهوكي الجليد للناشئين
منتخب بولندا لهوكي الجليد للناشئين (بالبولندية: Reprezentacja Polski w hokeju na lodzie mężczyzn do lat 20)‏ هو ممثل بولندا الرسمي في المنافسات الدولية في هوكي الجليد للناشئين
.